# Cascante
Cascante – gmina w Hiszpanii, w Nawarze, o powierzchni 62,93 km². W 2011 roku gmina liczyła 3990 mieszkańców.